# فهرست بزرگترین سدها بر پایه ذخیره
جدول زیر حاوی اسامی بزرگترین سدهای جهان به ترتیب ظرفیت آنها برای ذخیره‌سازی آب می‌باشد:
| رتبه | نام سد               | مخزن/دریاچه   | رود        | کشور     | سال  | ظرفیت مخزن km³ | منبع        |
| ---- | -------------------- | ------------- | ---------- | -------- | ---- | -------------- | ----------- |
| ۱    | دریاچه کاریبا        | دریاچه کاریبا | زامبزی     | زیمبابوه | ۱۹۵۹ | ۱۸۰٫۶          | [ ۱ ] [ ۲ ] |
| ۲    | سد براتسک            |               | رود آنگارا | روسیه    | ۱۹۶۴ | ۱۶۹            | [ ۱ ] [ ۲ ] |
| ۳    | سد آکوسومبو          | دریاچه ولتا   | رود ولتا   | غنا      | ۱۹۶۵ | ۱۴۸            | [ ۱ ] [ ۲ ] |
| ۴    | سد دانیل جانسون      |               |            | کانادا   | ۱۹۶۸ | ۱۴۲            | [ ۱ ] [ ۲ ] |
| ۵    | سد گوری              |               |            | ونزوئلا  | ۱۹۸۶ | ۱۳۵            | [ ۱ ]       |
| ۶    | سد اسوان             | دریاچه ناصر   | نیل        | مصر      | ۱۹۷۱ | ۱۳۲            | [ ۳ ]       |
| ۷    | W. A. C. Bennett Dam |               | رود پیس    | کانادا   | ۱۹۶۷ | ۷۴٫۳           | [ ۱ ]       |
| ۸    | سد کراسنویارسک       |               | رود ینی‌سئی | روسیه    | ۱۹۶۷ | ۷۳٫۳           | [ ۱ ] [ ۲ ] |